# I Started Something I Couldn't Finish
I Started Something I Couldn't Finish è un brano della band inglese The Smiths.
Secondo singolo tratto dall'album Strangeways, Here We Come, il disco venne pubblicato il 2 novembre del 1987 dalla Rough Trade e raggiunse la posizione numero 23 nella Official Singles Chart, la classifica inglese di vendite.

## Realizzazione
Prodotto dagli stessi Smiths in collaborazione con Stephen Street, il brano venne registrato presso gli studi Wool Hall di Bath, nel marzo del 1987, e pubblicato dopo che la band aveva già ufficializzato la definitiva separazione.
La casa discografica, che aveva inizialmente previsto di pubblicare Stop Me If You Think You've Heard This One Before come singolo nel Regno Unito, cambiò successivamente idea (in favore di I Started Something) dopo la decisione della BBC di boicottarne la diffusione radiofonica a causa di presunti riferimenti nel testo ad assassinii di massa e soprattutto dopo i fatti di Hungerford dove un folle armato di mitra, nell'agosto del 1987, aveva ucciso dodici persone e ferito un'altra ventina, prima di togliersi la vita.
Anche in questo testo, come in alcuni ultimi singoli della band, Morrissey riflette sulla quasi ormai certa fine della sua avventura con gli Smiths ed in particolare con l'amico (oramai nemico) Johnny Marr (I doused our friendly venture / With a hard-faced) deluso e amareggiato per il fallimento di qualcosa che ha, appunto, iniziato ma che non riesce a portare a termine (I started something / I forced you to a zone / And you were clearly never meant to go) e di cui non è neanche più sicuro di volere (I started something / And now I'm not too sure) una sorta di sconfitta e di fallimento che si ripropone nella vita del cantante e che, evidentemente, non riesce ad evitare (Typical me / Typical me / Typical me).
Tra le varie b-side del singolo, come anche nel successivo Sweet and Tender Hooligan, la Rough Trade incluse anche la cover di What's The World, della band inglese James, nell'intento (pare) di cercare di vendere più copie e scalare posizioni nella classifica dei singoli. "In un'altra epoca, con il gruppo nel pieno della sua attività, questo non sarebbe mai avvenuto." commentò Morrissey, intervistato dal giornalista Len Brown, nel libro Meetings With Morrissey "Fu solo un modo per cercare di spingere I Started Something in basso."
Il brano presenta un outtake, verso la fine della traccia, in cui si riesce a sentire la voce di Morrissey che chiede Okay Stephen (Street, il produttore, ndr) shall we do that one again? ("dobbiamo farla di nuovo?").

## Video
Il video promozionale, diretto da Tim Broad, usa le stesse immagini utilizzate per Stop Me If You Think You've Heard This One Before che ritraggono Morrissey in bici, per le strade di Manchester e Salford, seguito da una dozzina di sosia fans, reclutati appositamente, attraverso una fanzine del gruppo. L'idea del cantante era quella di mostrare i vari punti di riferimento (per gli Smiths) della città, con i fans dietro di lui, quasi come se lo stessero inseguendo.
Queste stesse immagini vennero poi di nuovo utilizzate, nel 1992 dalla WEA, per un nuovo video in occasione della ripubblicazione del singolo There Is a Light That Never Goes Out.

## Copertina
La copertina del singolo ritrae una foto dell'attrice britannica Avril Angers, tratta da The Family Way, pellicola del 1966 diretta da Roy Boulting. Un primo piano delle rose del vestito sono raffigurate sul retro del singolo.
Sul vinile dei 7" e del 12" sono incise le frasi: MURDER AT THE WOOL HALL, STARRING SHERIDAN WHITESIDE / YOU ARE BELIEVING, YOU DO NOT WANT TO SLEEP. Il Whool Hall è stato lo studio di registrazione, sito a Bath, dove gli Smiths registrarono l'ultimo album Strangeways, Here We Come e dove Morrissey, al momento della pubblicazione di questo singolo, stava registrando il suo album di debutto da solista, Viva Hate. Sheridan Whiteside è uno degli pseudonimi di Morrissey, preso in prestito dal nome del protagonista della commedia The Man Who Came To Dinner, film diretto da William Keighley nel 1942. La seconda incisione (quella sul lato B) è, invece, la versione capovolta di You are sleeping, you do not want to believe ("Tu stai dormendo, tu non ci vuoi credere"), una frase campionata e messa alla fine del brano Rubber Ring, sempre degli Smiths.

## Tracce
- UK 7"

1. I Started Something I Couldn't Finish - 3:46
2. Pretty Girls Make Graves (Troy Tate demo) - 3:35

- UK 12"

1. I Started Something I Couldn't Finish - 3:46
2. Pretty Girls Make Graves (Troy Tate demo) - 3:35
3. Some Girls Are Bigger Than Others (live in Londra, 12 dicembre 1986) - 5:03

- UK CDs

1. I Started Something I Couldn't Finish - 3:46
2. Pretty Girls Make Graves (Troy Tate demo) - 3:35
3. Some Girls Are Bigger Than Others (live in Londra, 12 dicembre 1986) - 5:03
4. What's the World (live in Glasgow, 25 settembre 1985) - 2:05

## Formazione
- Morrissey – voce
- Johnny Marr – chitarra, pianoforte
- Andy Rourke – basso
- Mike Joyce – batteria